# Angiopteris muricata
Angiopteris muricata là một loài dương xỉ trong họ Marattiaceae. Loài này được Pr., de Vriese mô tả khoa học đầu tiên năm 1852.